# Dolomedes hyppomene
Dolomedes hyppomene là một loài nhện trong họ Pisauridae.
Loài này thuộc chi Dolomedes. Dolomedes hyppomene được Jean Victor Audouin miêu tả năm 1826.